# WTA Finals 2016
Las Finales de la WTA de 2016 era un torneo femenino de tenis que se disputó en Singapur. Es la 46.ª edición de la competición en individuales y de la 41.ª edición de la competición en dobles. El torneo se disputó en el estadio Cubierto de Singapur, y participaron las ocho mejores jugadoras de la temporada en el cuadro de individuales y las ocho mejores parejas en el cuadro de dobles. Es el mayor de los dos campeonatos de fin de temporada de la WTA Tour 2016.

## Torneo

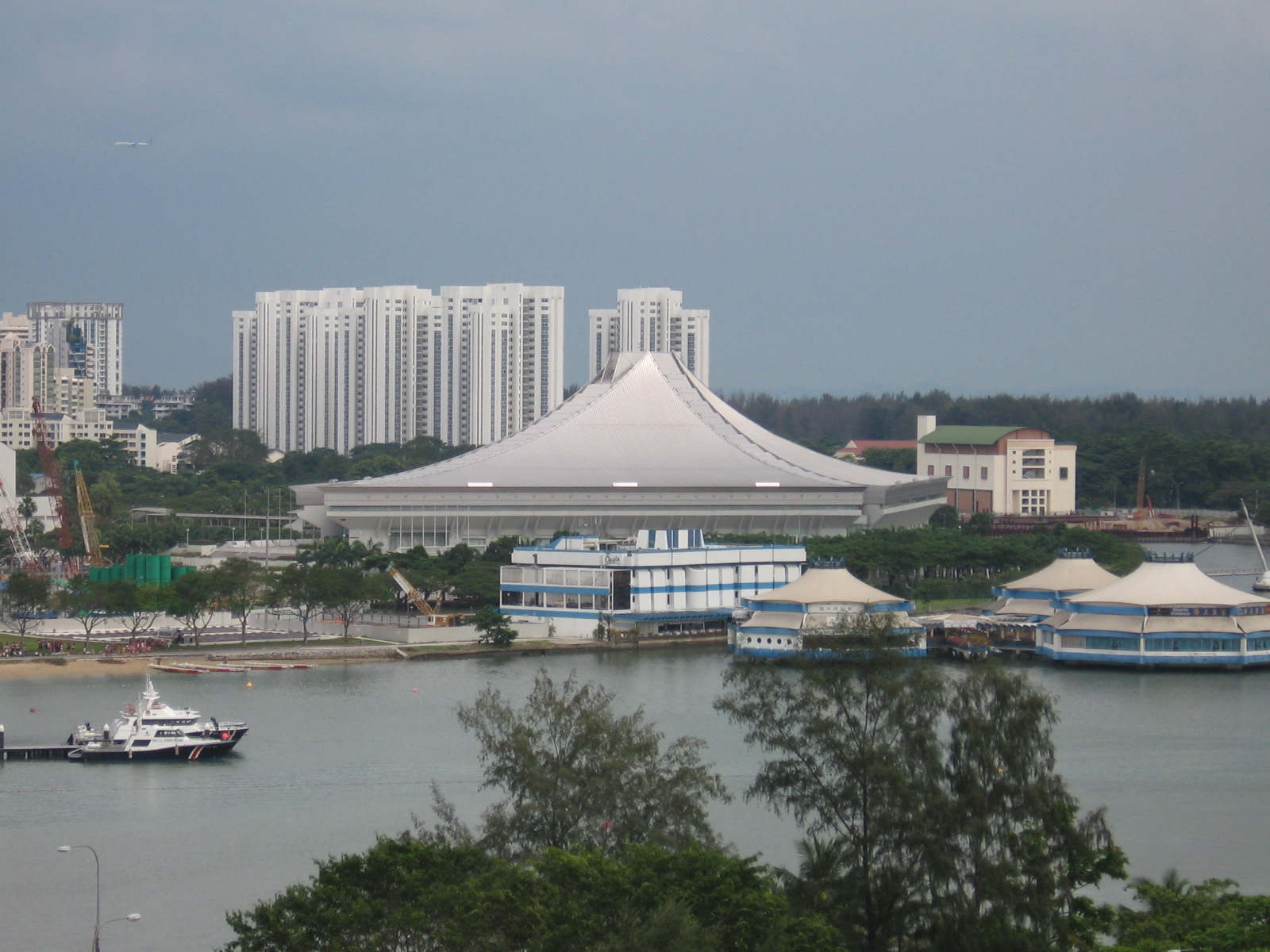
El estadio cubierto de Singapur albergará por segunda vez el WTA Tour Championshipsen el 2014

Las Finales de la WTA 2016 tuvieron lugar en el Singapore Indoor Stadium, y fue la 46.ª edición del evento. El torneo se llevó a cabo por las Asociación de Tenis de Mujeres (WTA), como parte de la WTA Tour 2016.

### Formato
El evento contó con las ocho mejores jugadoras en individuales y consiste en un todos contra todos, divididos en dos grupos de cuatro. Durante los primeros cuatro días de competición, cada jugadora se enfrenta con las otras tres jugadoras en su grupo y las dos primeras de cada grupo avanzan a las semifinales. La jugadora que haya clasificado de primera en su grupo se enfrenta con la jugadora que clasifique de segunda en el otro grupo y viceversa. Las ganadoras de cada semifinal se enfrentan en la final por el campeonato.

#### Desempate en el Round-Robin
Las posiciones finales en cada grupo, desde la primera hasta la última, quedarán establecidas sobre la base de la siguiente jerarquía de reglas:
1. Mayor número de victorias.
2. Mayor número de partidos jugados.
3. Si 2 jugadoras están empatadas, quedará por delante la vencedora del encuentro disputado entre ambas.
4. Si 3 jugadoras están empatadas:

a) Mayor número de partidos jugados.
b) Mayor porcentaje de sets ganados.
c) Mayor porcentaje de juegos ganados.
Si en aplicación de uno de esos 3 criterios (a, b, c) una de las jugadoras desempatase, se volvería al punto 3 para deshacer el empate entre las 2 restantes. 

## Carrera al Campeonato

### Individuales
Clasificación actualizada al 23 de octubre del 2016. Aquellas jugadoras en dorado, se clasificaron para la WTA Finals.
| AUS                        | FRA                  | WIM     | USO     | INW     | MIA     | MAD     | BEI     | QAT     | ROM     | CAN    | CIN     | WUH     | 1       | 2       | 3      | 4      | 5      | 6      |        |        |       |    |
| Clasificadas al WTA Finals |                      |         |         |         |         |         |         |         |         |        |         |         |         |         |        |        |        |        |        |        |       |    |
| 1                          | Angelique Kerber     | G 2000  | R128 10 | F 1300  | G 2000  | R64 10  | SF 390  | R32 65  | R16 120 | R32 1  | R32 1   | SF 350  | F 585   | R16 105 | G 470  | F 305  | SF 185 | CF 100 | CF 60  | R16 55 | 8,055 | 20 |
| -                          | Serena Williams      | F 1300  | F 1300  | G 2000  | SF 780  | F 650   | R16 120 | A 0     | A 0     | A 0    | G 900   | A 0     | R32 1   | A 0     |        |        |        |        |        |        | 7,050 | 7  |
| 2                          | Agnieszka Radwańska  | SF 780  | R16 240 | R16 240 | R16 240 | SF 390  | R16 120 | R64 10  | G 1000  | SF 350 | A 0     | R16 105 | CF 190  | CF 190  | G 470  | G 280  | SF 185 | SF 185 | CF 100 | CF 60  | 5,085 | 19 |
| 3                          | Simona Halep         | R128 10 | R16 240 | CF 430  | CF 430  | CF 215  | CF 215  | G 1000  | R16 120 | R32 1  | R32 1   | G 900   | SF 350  | SF 350  | G 280  | SF 185 | R16 1  | R16 1  |        |        | 4,609 | 17 |
| 4                          | Karolína Plíšková    | R32 130 | R128 10 | R64 70  | F 1300  | SF 390  | R64 10  | R32 65  | R16 120 | R64 1  | R64 1   | R16 105 | G 900   | R16 105 | F 305  | G 280  | SF 110 | CF 100 | CF 100 | R32 1  | 3,981 | 21 |
| 5                          | Garbiñe Muguruza     | R32 130 | G 2000  | R64 70  | R64 70  | R64 10  | R16 120 | R32 65  | R16 120 | CF 190 | SF 350  | A 0     | SF 350  | R32 1   | CF 100 | CF 100 | CF 60  | R16 1  | R16 1  | R32 1  | 3,737 | 18 |
| 6                          | Madison Keys         | R16 240 | R16 240 | R16 240 | R16 240 | R64 10  | CF 215  | R16 120 | SF 390  | A 0    | F 585   | F 585   | A 0     | CF 190  | G 470  | SF 110 | R32 1  | R32 1  |        |        | 3,637 | 16 |
| 7                          | Dominika Cibulková   | R128 10 | R32 130 | CF 430  | R32 130 | R64 35  | R64 35  | F 650   | R32 10  | A 0    | A 0     | R32 60  | R16 105 | F 585   | G 470  | G 280  | G 280  | SF 185 | F 180  | SF 110 | 3,625 | 22 |
| 8                          | Svetlana Kuznetsova  | R64 70  | R16 240 | R16 240 | R64 70  | R64 10  | F 650   | R64 10  | R16 120 | R32 60 | CF 190  | CF 190  | CF 190  | SF 350  | G 470  | G 470  | SF 110 | SF 110 | R16 30 | R32 1  | 3,630 | 20 |
| Suplentes                  |                      |         |         |         |         |         |         |         |         |        |         |         |         |         |        |        |        |        |        |        |       |    |
| 9                          | Johanna Konta        | SF 780  | R128 10 | R64 70  | R16 240 | R16 120 | CF 215  | R64 10  | F 650   | A 0    | R16 105 | CF 190  | R16 105 | CF 190  | G 470  | SF 185 | CF 60  | R16 55 | R16 30 | R16 30 | 3,455 | 22 |
| 10                         | Carla Suárez Navarro | CF 430  | R16 240 | R16 240 | R16 240 | A 0     | R64 10  | R16 120 | R64 10  | G 900  | R16 105 | R32 1   | CF 190  | R16 105 | SF 185 | SF 185 | SF 110 | CF 100 | R16 1  | R16 1  | 3,171 | 23 |
| -                          | Victoria Azarenka    | CF 430  | R128 10 | A 0     | A 0     | G 1000  | G 1000  | R16 120 | A 0     | A 0    | R32 1   | A 0     | A 0     | A 0     | G 470  | R16 30 |        |        |        |        | 3,061 | 8  |

### Dobles
Jugadoras en dorados ya se clasificaron al torneo de fin de año. 
| 1         | Caroline Garcia Kristina Mladenovic  | G 2000 | F 1300 | G 1000 | F 650   | G 470   | G 470   | CF 430  | F 305   | F 305   | R16 240 | CF 190  | CF 105  | R32 10  | R16 1   | R16 1  | R16 1  |        |        | 7,540 | 16 |
| 2         | Martina Hingis Sania Mirza           | G 2000 | G 900  | F 650  | G 470   | G 470   | G 470   | CF 430  | F 305   | R16 240 | CF 190  | CF 190  | R16 120 | R16 120 | CF 100  |        |        |        |        | 6,655 | 14 |
| 3         | Ekaterina Makarova Elena Vesnina     | F 1300 | G 900  | SF 780 | F 585   | CF 430  | SF 390  | CF 100  | R16 10  |         |         |         |         |         |         |        |        |        |        | 4,495 | 8  |
| 4         | Bethanie Mattek-Sands Lucie Šafářová | G 2000 | G 1000 | G 1000 | G 900   | F 305   | R64 10  | R64 10  | R16 1   |         |         |         |         |         |         |        |        |        |        | 5,226 | 8  |
| 5         | Tímea Babos Yaroslava Shvédova       | F 1300 | F 650  | SF 390 | R16 240 | R16 240 | CF 215  | CF 190  | CF 190  | CF 190  | SF 185  | SF 185  | R16 10  | R32 1   |         |        |        |        |        | 3,975 | 13 |
| 6         | Andrea Hlaváčková Lucie Hradecká     | F 1300 | CF 430 | SF 350 | G 280   | R16 240 | R16 240 | CF 215  | CF 215  | CF 215  | SF 185  | R16 105 | R16 10  | R16 1   | R16 1   | R16 1  | R32 1  |        |        | 3,775 | 16 |
| 7         | Hao-Ching Chan Yung-Jan Chan         | G 900  | CF 430 | CF 430 | SF 390  | SF 350  | SF 350  | F 305   | G 280   | CF 215  | SF 185  | SF 185  | R32 130 | R32 130 | R16 120 | CF 60  | R32 10 | R16 1  | R16 1  | 4,140 | 18 |
| 8         | Julia Görges Karolína Plíšková       | SF 780 | SF 780 | F 650  | SF 350  | R16 240 | R16 240 | CF 215  | R16 105 | R16 105 | R32 10  | R32 10  |         |         |         |        |        |        |        | 3,485 | 10 |
| Suplentes |                                      |        |        |        |         |         |         |         |         |         |         |         |         |         |         |        |        |        |        |       |    |
| 9         | Raquel Atawo Abigail Spears          | SF 780 | G 470  | CF 215 | CF 190  | CF 190  | CF 190  | SF 185  | R32 130 | R32 130 | SF 110  | SF 110  | R16 105 | R16 105 | CF 100  | CF 100 | CF 60  | R32 10 | R64 10 | 2,700 | 20 |
| 10        | Xu Yifan Saisai Zheng                | SF 780 | CF 430 | SF 390 | R16 240 | F 180   | R16 120 | R16 120 | R16 105 | R16 105 | CF 100  | CF 100  | CF 100  | CF 60   | R64 10  | R16 1  | R16 1  | R16 1  | R32 1  | 2,670 | 20 |

## Jugadoras clasificadas

### Individuales
| # | Jugadoras           | Puntos | Eventos | Fecha de Clasificación |
| - | ------------------- | ------ | ------- | ---------------------- |
| 1 | Angelique Kerber    | 7,995  | 19      | 22 de agosto           |
| 2 | Simona Halep        | 4,728  | 17      | 29 de septiembre       |
| 3 | Agnieszka Radwańska | 4,190  | 17      | 4 de octubre           |
| 4 | Karolína Plíšková   | 4,100  | 21      | 4 de octubre           |
| 5 | Garbiñe Muguruza    | 3,736  | 19      | 14 de octubre          |
| 6 | Madison Keys        | 3,637  | 15      | 16 de octubre          |
| 7 | Dominika Cibulková  | 3,625  | 21      | 16 de octubre          |
| 8 | Svetlana Kuznetsova | 3,490  | 20      | 22 de octubre          |

El 22 de agosto, Angelique Kerber y Serena Williams se convirtieron en las primeras clasificadas.

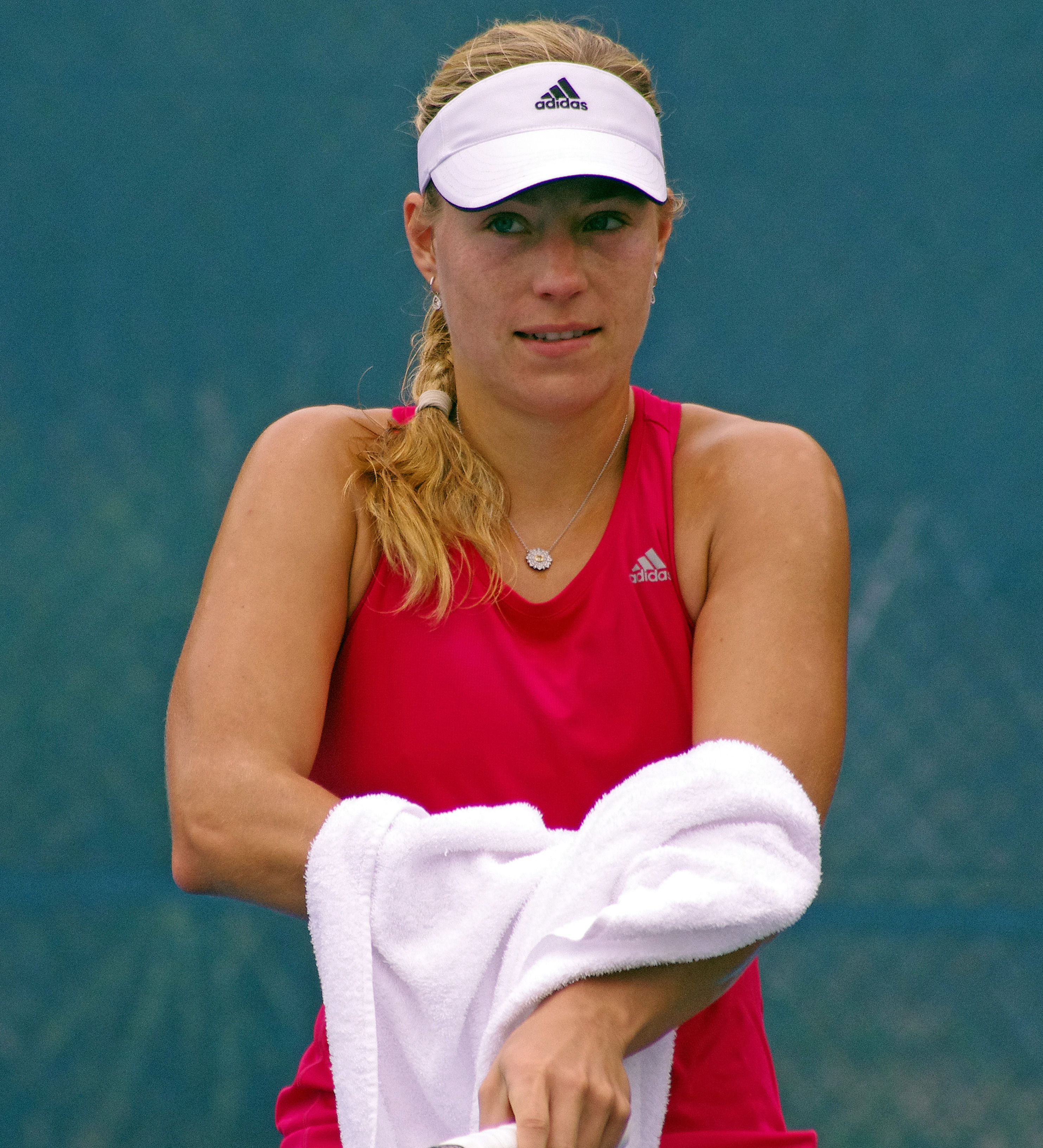
Angelique Kerber ganó tres títulos, dos de ellos Gran Slam.

Angelique Kerber comenzó su campaña 2016, logrando jugar en la final de Brisbane y perdiendo contra Victoria Azarenka. En el Abierto de Australia llegó a la final donde le ganó a la número 1 del mundo, Serena Williams. Hizo semifinales en Miami y Charleston en Roland Garros y cayó derrotada en primera ronda ante Kiki Bertens. Tras su derrota temprana en Roland Garros, jugó en Wimbledon hasta jugar la final contra Serena Williams, en donde no logró llevarse la victoria. Logró llegar a las finales de los Juegos olímpicos en Cincinnati perdiendo en ambas ante Mónica Puig y Karolína Plíšková respectivamente. Llegó a su tercera final de Grand Slam del año, el US Open. Allí es donde consigue su segundo título de Grand Slam y se convierte en la nueva número 1 del mundo.

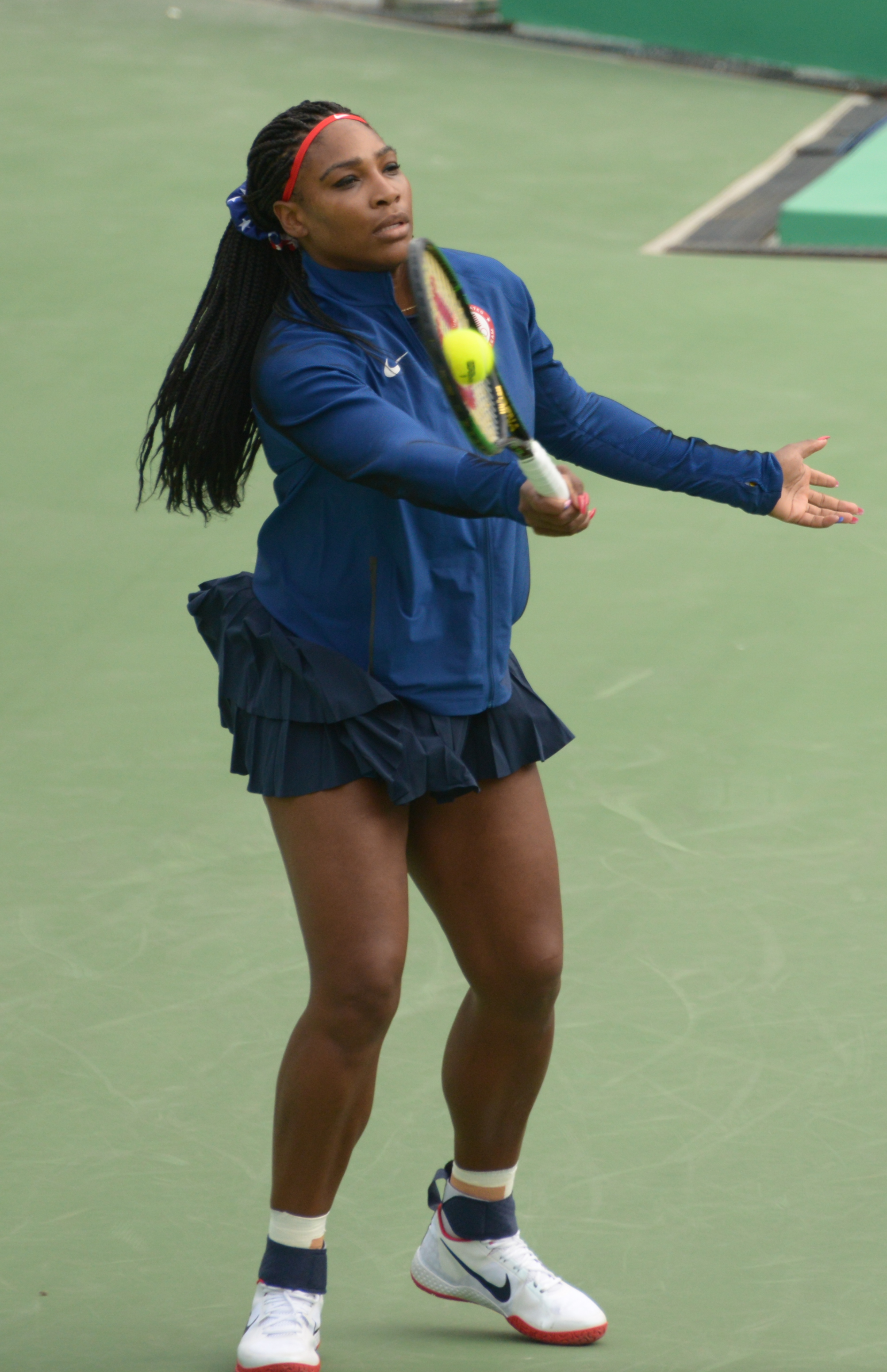
Serena Williams ganó su 22 título de Grand Slam en Wimbledon.

Serena Williams comenzó su año al llegar a la final del Abierto de Australia. Después de derrotar a Maria Sharapova y Agnieszka Radwanska para llegar a la final, Williams era la gran favorita para derrotar primera vez finalista Angelique Kerber, pero la alemana produjo una actuación inspirada de negar Williams su récord de la 22ª título de Grand Slam. Tras tomar un tiempo de descanso, Williams regresó en Indian Wells, donde perdió en la final ante Victoria Azarenka. Fue la primera vez desde 2004 que Williams perdía dos finales consecutivas. En Miami, Williams cayó en la cuarta ronda ante Svetlana Kuznetsova.
Williams ganó el título en Roma, derrotando a Madison Keys en la final. Llegó a su segunda final consecutiva de Grand Slam en el Roland Garros, pero perdió en dos sets ante Garbiñe Muguruza. Williams se recuperó al ganar Wimbledon y vengar su derrota ante Kerber en la final. Esta era su 22 título de Grand Slam, igualando a Steffi Graf como la jugadora con más títulos de Grand Slam en la Era Open.
Después de una lesión en el hombro que la obligó a salir de Montreal, Williams cayó a una derrota en sets corridos ante Elina Svitolina en los Juegos Olímpicos. En el Abierto de Estados Unidos, Williams perdió ante Karolína Plíšková, garantizando que iba a perder el número #1 del mundo ante Kerber. Williams se retiró de Wuhan y Beijing debido a su lesión en el hombro, y el 17 de octubre se anunció que esta misma lesión descartaría a salir de las Finales de la WTA.

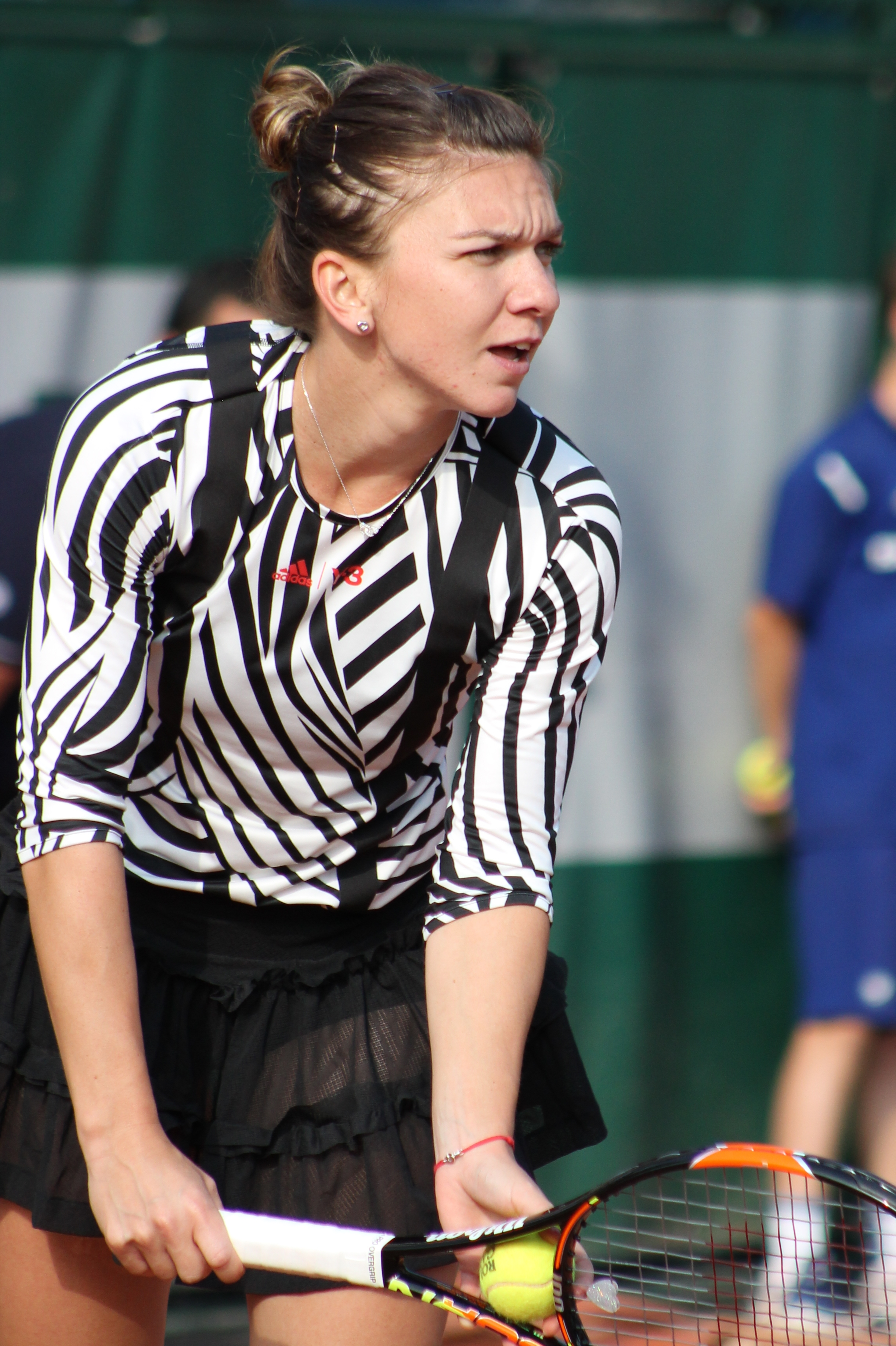
Simona Halep califica por tercer año consecutivo.

El 29 de septiembre, Simona Halep se convirtió en la tercera jugadora en clasificarse.
Simona Halep comenzó su temporada 2016 en forma deficiente. Ella se perdió en las semifinales de Sídney ante Svetlana Kuznetsova y luego perdió en la primera ronda del Abierto de Australia con Zhang Shuai, que nunca antes había ganado un partido de cuadro principal del Grand Slam y estaba planeando retirarse tras el torneo.
Halep atribuye su lucha por dificultad para respirar, y se anunció un paréntesis de un mes para someterse a una cirugía en su nariz. Sin embargo, sin el anuncio Halep optó por jugar la Fed Cup para Rumania (ganando uno de los dos partidos), y entró en Dubái y Doha (perdiendo su primer partido en ambos eventos). Halep encontró su juego de nuevo y alcanzó los cuartos de final en Indian Wells y Miami. Luego se alcanzó el título en Madrid, superando por Dominika Cibulkova en la final. En el Abierto de Francia, Halep fue sorprendida en la cuarta ronda por Samantha Stosur.
A pesar de no tener ninguna preparación para el torneo de Wimbledon, Halep alcanzó los cuartos de final, donde perdió ante Angelique Kerber en dos sets. Halep luego ganó 13 partidos en fila, ganando los títulos en Bucarest y Montreal y llegar a las semifinales en Cincinnati. Halep alcanzó los cuartos de final del Abierto de Estados Unidos, donde perdió ante Serena Williams en tres sets. Halep llegó a las semifinales de Wuhan, cayendo a Petra Kvitova y volvió a perder con Zhang en la tercera ronda de Beijing.
El 4 de octubre, tanto Agnieszka Radwańska y Karolína Plíšková  se convirtieron en la cuarta y quinta clasificadas, respectivamente.

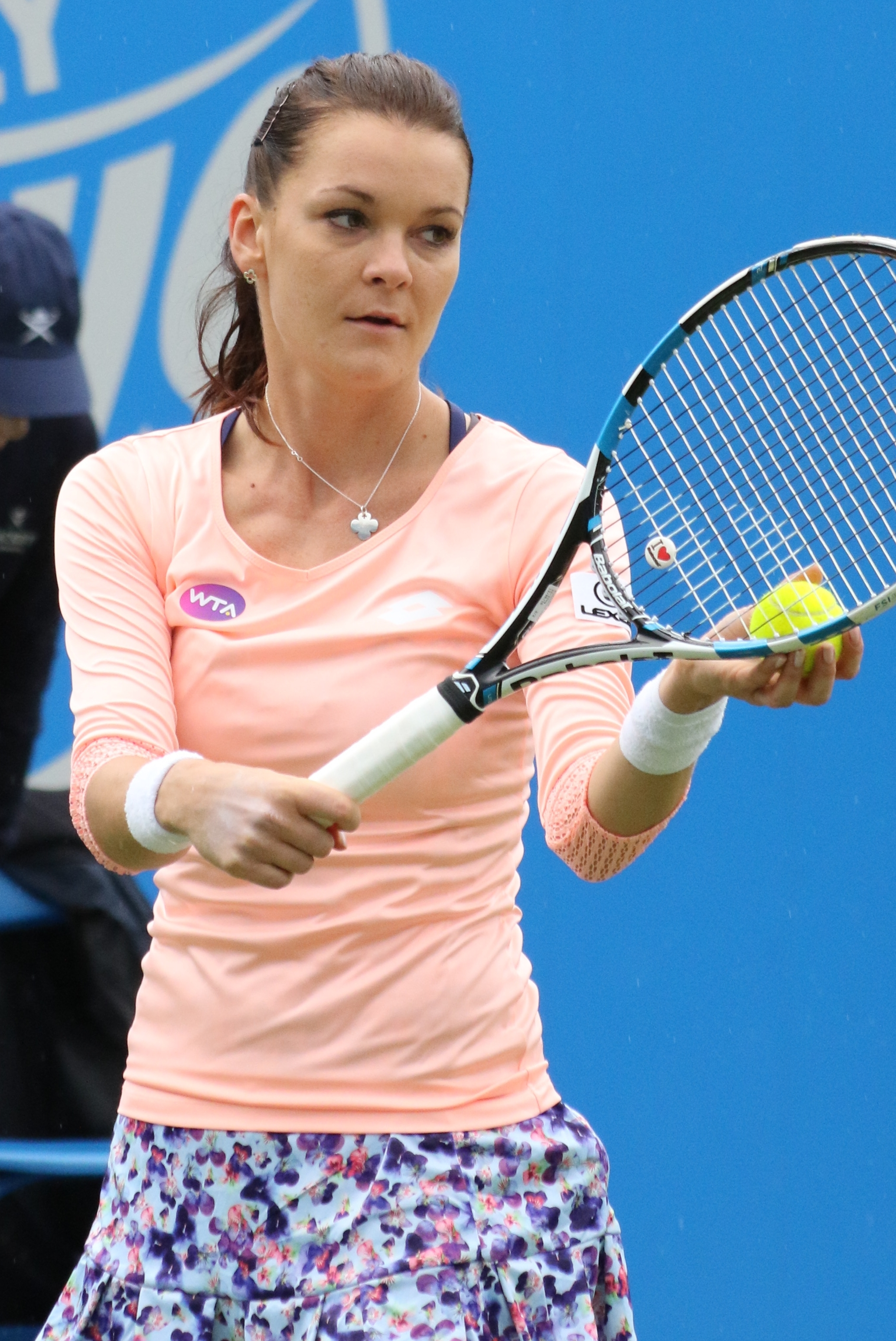
Agnieszka Radwańska se convirtió en la cuarto jugadora activa que ha ganado tres o más títulos Premier Mandatory.

Agnieszka Radwańska continuó su brillante estado de forma desde finales de 2015 al ganar el título en Shenzhen y llegar a las semifinales del Abierto de Australia. Siguió a esto con semifinales en Doha e Indian Wells. Después de esto, comenzó a mojar. Radwańska perdió ante Timea Bacsinszky en Miami y Laura Siegemund en Stuttgart. Radwańska perdió una dura tres sets en la primera ronda de Madrid a Dominika Cibulková. Radwańska fue sorprendida en la cuarta ronda del Roland Garros ante Tsvetana Pironkova.
Radwańska tuvo una temporada sobre césped sorprendentemente mediocre. Ella perdió ante Coco Vandeweghe en la primera ronda de Birmingham, y luego perdió con Cibulková en los cuartos de final de Eastbourne y la cuarta ronda de Wimbledon. Tras haber perdido ante Anastasia Pavlyuchenkova en Montreal, Radwańska cayó ante la china Zheng Saisai en la primera ronda de los Juegos Olímpicos. Radwańska se recuperó al llegar a los cuartos de final de Cincinnati y ganar el título en New Haven. Sin embargo, ella perdió en la cuarta ronda del Abierto de Estados Unidos ante Ana Konjuh.
Radwańska redescubrió su mejor tenis para la gira asiática, al llegar a las semifinales de Tokio, perdiendo un partido de tres emocionante ante Caroline Wozniacki. Ella también alcanzó los cuartos de final de Wuhan y ganó Beijing al derrotar a Johanna Konta en la final.

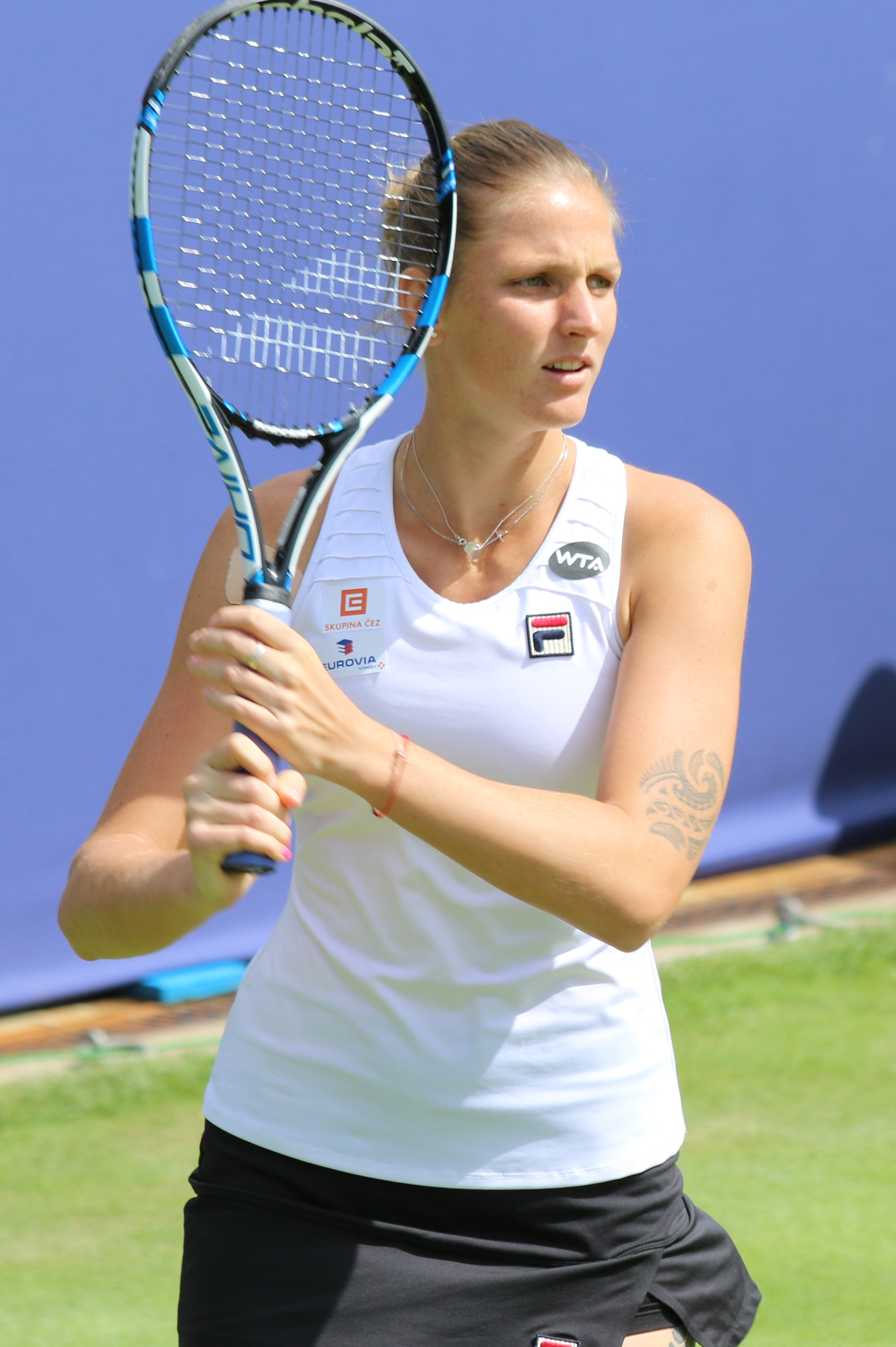
Karolina Pliskova hizo su primera final de Grand Slam en el Abierto de Estados Unidos

Karolína Plíšková comenzó el año con resultados decepcionantes, perdiendo en la tercera ronda del Abierto de Australia y en la primera ronda de Doha y Dubái. Después de un tiempo de descanso, ella se recuperó al alcanzar las semifinales de Indian Wells, donde perdió ante  Victoria Azarenka en tres sets. Después de perder tempranamente en Madrid y Roma, Pliskova perdió en la primera ronda del Roland Garros ante Shelby Rogers.
Pliskova comenzó a encontrar su forma en la hierba, ganando el título en Nottingham y perder ante Dominika Cibulková en la final de Eastbourne. Sin embargo, sufrió otro malestar temprano en Wimbledon, perdiendo ante Misaki Doi en la segunda ronda. Después de alcanzar la tercera ronda de Montreal, Pliskova optó por omitir los Juegos Olímpicos. Esta decisión dio sus frutos ya que pasó a ganar Cincinnati, superando Garbiñe Muguruza en las semifinales y Angelique Kerber en la final perdiendo solo cuatro juegos con cada una. A continuación, finalmente tuvo un avance de Grand Slam en el Abierto de Estados Unidos. Después de salvar un punto de partido para vencer a Venus Williams en la cuarta ronda, ella sorprendió a Serena Williams en dos sets en las semifinales para asegurar que Angelique Kerber se convertiría en el nueva No. 1 del mundo después del evento. Pliskova perdió la final ante Kerber en tres sets.
El 14 de octubre, Garbiñe Muguruza fue confirmada como la sexta clasificada para el Campeonato.

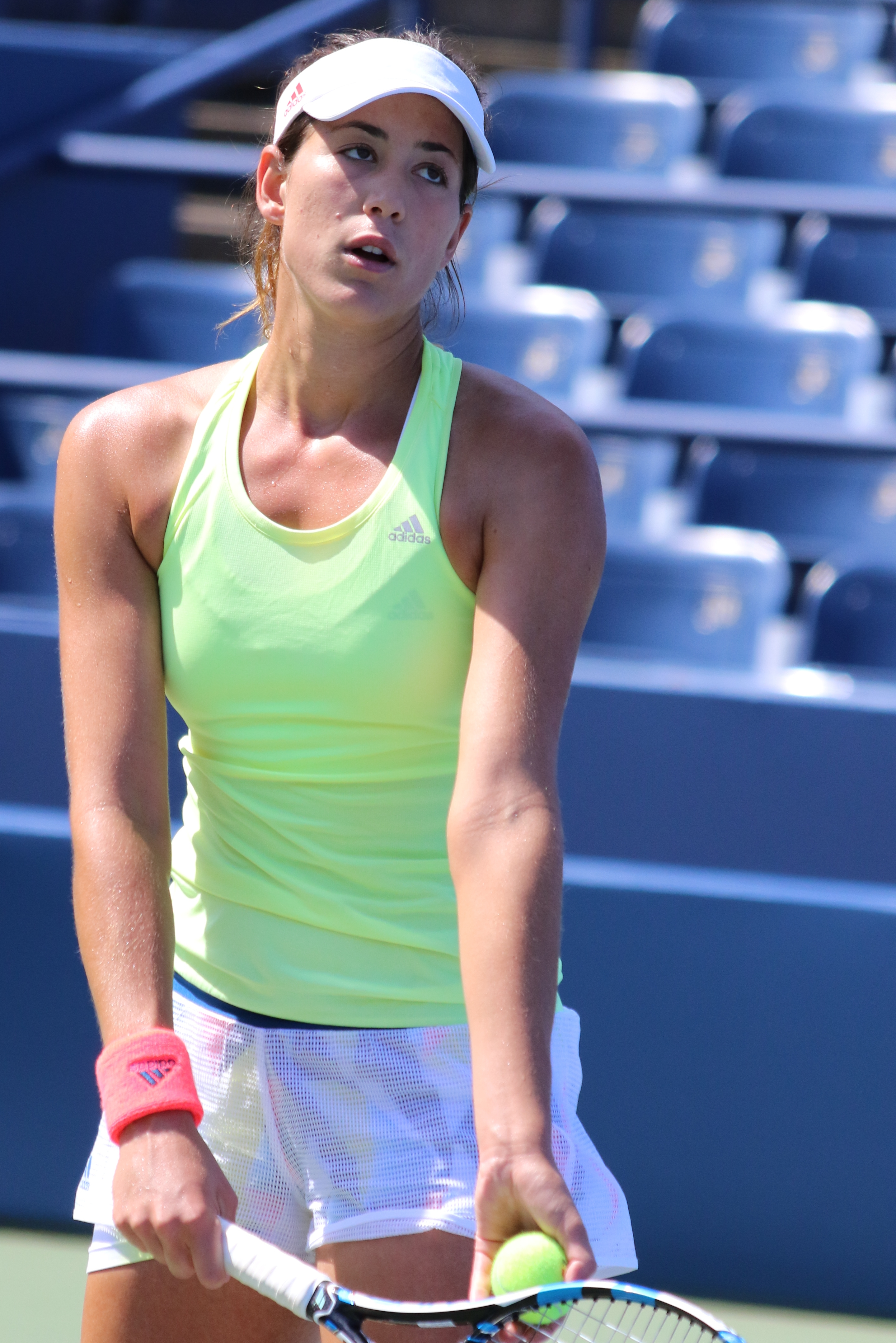
Garbiñe Muguruza ganó su primer título de Grand Slam en el Roland Garros

Garbiñe Muguruza tuvo problemas de inconsistencia a lo largo de 2016, pero se las arregló para ganar su primer título de Grand Slam en el Roland Garros. Ella comenzó el año retirándose de su partido de primera ronda en Brisbane y luego sufrió una derrota en la tercera ronda ante Barbora Strýcová en el Abierto de Australia. Después fue derrota por sorpresa ante Elina Svitolina en Dubái, Andrea Petkovic en Doha, y Christina McHale en Indian Wells, Muguruza comenzó a encontrar su forma en Miami, donde perdió ante Victoria Azarenka en una alta calidad de partido en sets consecutivos en la cuarta ronda. Muguruza continuó mejorando al llegar a las semifinales de Roma, perdiendo ante Madison Keys. En el Roland Garros, Muguruza cayó el primer set de su partido contra Anna Karolína Schmiedlová pero pasó a ganar los próximos 12 juegos que jugaba, que culminó con una derrota en sets corridos de la No. 1 del mundo Serena Williams en la final.
Los resultados de Muguruza sumergen después de este triunfo mientras se esforzaba para hacer frente a la presión de ser una campeona de Grand Slam. Después de perder en la primera ronda en el Mallorca, Muguruza cayó ante Jana Čepelová en la segunda ronda de Wimbledon. Muguruza luego perdió ante la eventual medallista de oro Mónica Puig en los Juegos Olímpicos. Ella se recuperó al llegar a las semifinales de Cincinnati, pero fue sorprendido por Anastasija Sevastova en la segunda ronda del Abierto de Estados Unidos. Muguruza cayó en las primeras rondas de la gira asiática, pero se clasificó oficialmente para Singapur al llegar a los cuartos de final en Linz. Sin embargo, en su partido de cuartos de final contra Viktorija Golubic, Muguruza debido a molestia en el tobillo se vio obligado a retirarse, todavía se espera que este sana a tiempo para Singapur.
El 16 de octubre, Madison Keys y Dominika Cibulková se convirtió en lo que era entonces las dos últimos clasificadas para el Campeonato. Sin embargo Serena Williams se retiró debido a una lesión un día más tarde abrió un cupo más.

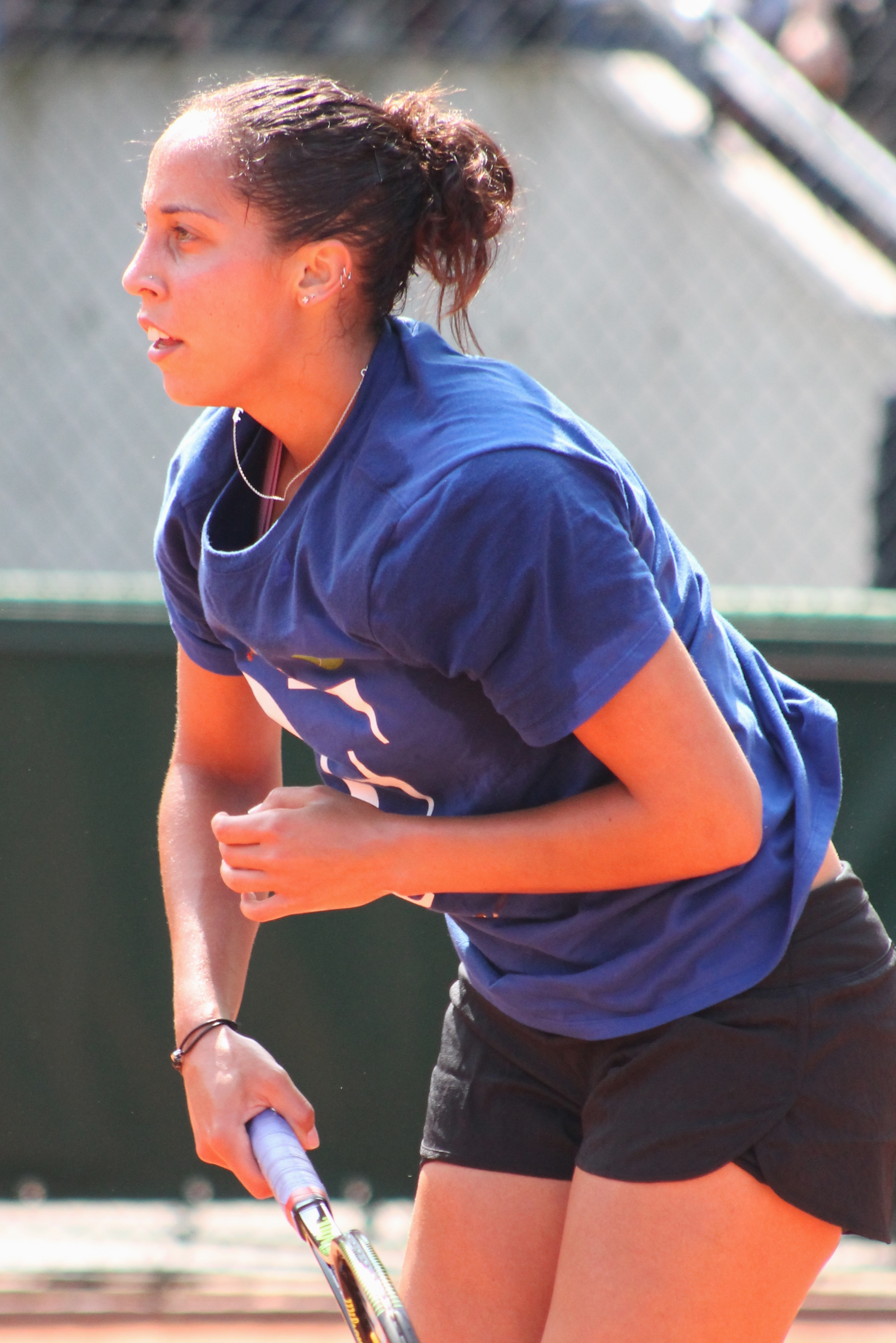
Madison Keys alcanzado dos finales Premier 5.

Madison Keys jugarán en su primera final de la WTA después de hacer su debut en el Top 10 este año. Después de una cuarta ronda en el Abierto de Australia, llegó a la final de Roma, perdiendo ante Serena Williams. Ella siguió esto al llegar a la cuarta ronda del Roland Garros y ganó Birmingham para entrar oficialmente en entre los diez primeros. Ella perdió ante Simona Halep en la cuarta ronda de Wimbledon en tres sets, pero se recuperó por llegar a la final de Montreal, perdiendo de nuevo ante Halep. Llegó a las semifinales de los Juegos Olímpicos, pero fue la única de las cuatro que no obtuvo ninguna medalla. En el Abierto de Estados Unidos, nuevo perdió en la cuarta ronda, esta vez ante Caroline Wozniacki. Sin embargo, ella se recuperó en la gira asiática al llegar a los cuartos de final de Wuhan y las semifinales de Pekín. Ella calificó para Singapur al llegar a las semifinales de Linz.

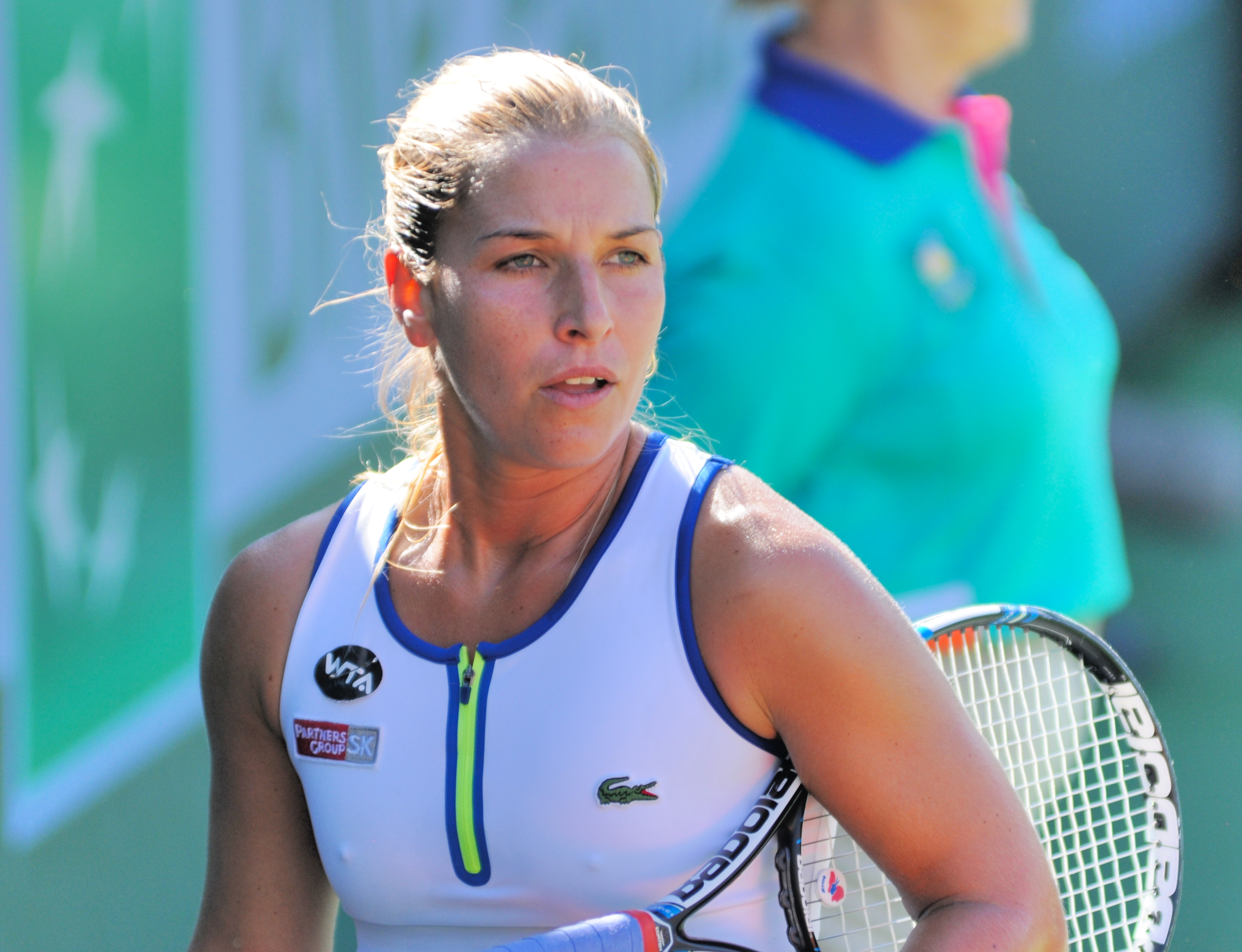
Dominika Cibulkova alcanzado seis finales en la WTA.

Dominika Cibulková disfrutó de su temporada más consistente hasta la fecha y como resultado hará su debut en las finales de la WTA. Empezó el año con un ranking humilde mientras continuaba su regreso de una cirugía de Aquiles del año anterior. Después de llegar a las semifinales de Hobart, que perdió en la primera ronda del Abierto de Australia ante Kristina Mladenovic. Cibulková a continuación, llegó a la final de Acapulco, donde perdió ante Sloane Stephens en un tie-break del tercer set. En Indian Wells y Miami, perdió 7-5 en el tercer set en ambas partidos ante Agnieszka Radwańska y Garbiñe Muguruza. Ella se recuperó de estas derrotas desgarradoras al derrotar a Camila Giorgi para levantar el trofeo en Katowice. Ella llegó a Madrid, donde derrotó a Agnieszka Radwańska en la primera ronda y perdió ante Simona Halep en la final. Cibulková perdió ante Carla Suárez Navarro en la tercera ronda del Roland Garros, pero se recuperó al ganar el título en Eastbourne, viniendo de un set y un break abajo para alterar Radwańska en los cuartos de final y golpear a Karolína Plíšková en la final. En Wimbledon, Cibulková una vez más derrotado Radwańska en la cuarta ronda pero perdió antes Elena Vesnina en los cuartos de final. Cibulková volvió a las diez primeras después de alcanzar las semifinales en Stanford, pero tuvo problemas con las lesiones durante las próximas par de semanas debido a que juega un horario pesado sobre césped. Volvió al Abierto de Estados Unidos, donde se lesionó de nuevo a sí misma y perdió en la tercera ronda ante Lesia Tsurenko. Ella sanó a tiempo para la gira asiática y llegó a la final de Wuhan, perdiendo ante Petra Kvitová. Sin embargo, una derrota de la primera ronda en Beijing puso sus sueños de calificación en peligro. Cibulková tomó un wildcard en Linz sabiendo que ella tendría derecho a Singapur al ganar el título, y lo hizo, superando Viktorija Golubic en la final.
El 22 de octubre, Svetlana Kuznetsova se convirtió en la última clasificada para el Campeonato.

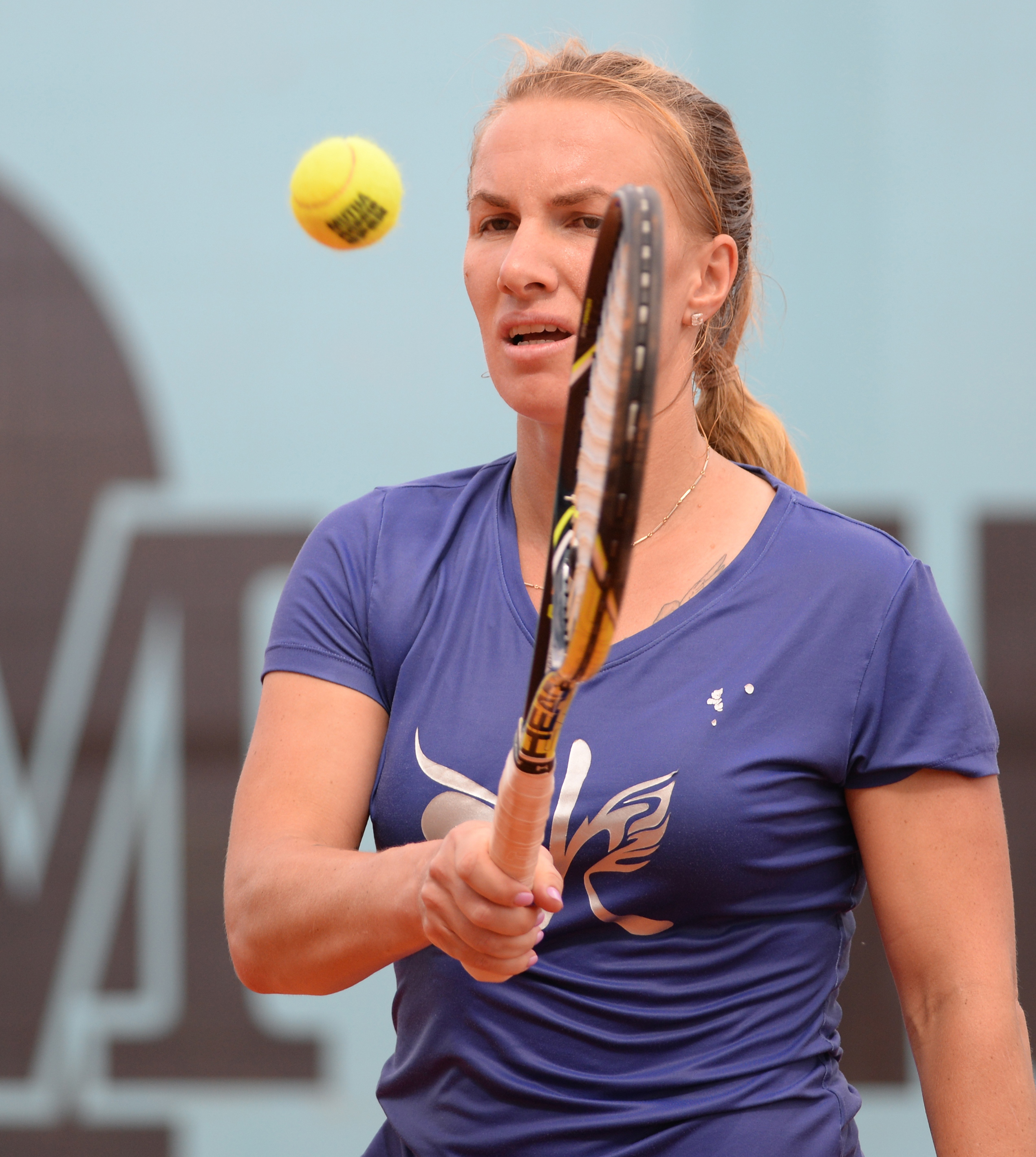
Svetlana Kuznetsova última clasificada para el Campeonato.

Svetlana Kuznetsova regresó a la parte top 10 esta temporada, por primera vez desde 2011. Kuznetsova ganó su título número 16 e n individual de la WTA, en Sídney. Ella no mostró buenos resultados en los siguientes torneos, pero Kuznetsova se recuperó en Miami, superando a jugadoras como Serena Williams y Ekaterina Makarova en el camino para llegar a la final, donde perdió en última instancia ante Victoria Azarenka. La rusa tuvo un éxito moderado en los torneos de tierra batida; llegó a la cuarta ronda de Roland Garros, los cuartos de final de Roma y las semifinales de Praga, pero fracasó en Madrid. Kuznetsova también llegó a la cuarta ronda de Wimbledon, y los cuartos de final en Canadá y Cincinnati. En la gira asiática Kuznetsova lo hizo en las semifinales de Wuhan, uno de sus mejores resultados este año. Su diligencia hacia la final de la temporada se vio justificaba al entrar en las finales, debido a su llegada a semifinales en Tianjin y la más notable su segundo triunfo en Moscú, sustituyendo así a la británica Konta desde la octava posición. Para Kuznetsova será la sexta participación en el Campeonato.

### Dobles
| # | Parejas                              | Puntos | Torneos | Fecha de Clasificación |
| - | ------------------------------------ | ------ | ------- | ---------------------- |
| 1 | Martina Hingis Sania Mirza           | 6,315  | 14      | 21 de Junio            |
| 2 | Caroline Garcia Kristina Mladenovic  | 6,900  | 16      | 6 de Septiembre        |
| 3 | Elena Vesnina Ekaterina Makarova     | 4,495  | 7       | 13 de septiembre       |
| 4 | Bethanie Mattek-Sands Lucie Šafářová | 4,426  | 7       | 1 de octubre           |
| 5 | Tímea Babos Yaroslava Shvedova       | 3,975  | 12      | 5 de Octubre           |
| 6 | Hao-Ching Chan Yung-Jan Chan         | 3,845  | 18      | 5 de Octubre           |
| 7 | Andrea Hlaváčková Lucie Hradecká     | 3,775  | 16      | 5 de Octubre           |
| 8 | Julia Görges Karolína Plíšková       | 3,485  | 11      | 5 de Octubre           |

El 21 de junio, Martina Hingis y Sania Mirza fueron las primeras clasificadas.
Martina Hingis y Sania Mirza reanudaron su partido récord racha que comenzó en el año del último Western & Southern Open, ganando Brisbane, Sydney, el Abierto de Australia, y San Petersburgo en la temporada de 2016. Finalmente capituló en su partido número 41 en contra Daria Kasatkina y Elena Vesnina en Doha. La pareja no pudo pasar de la segunda ronda en los próximos torneos, Indian Wells y Miami, después de recibir una semana de descanso en ambos. En los siguientes torneos de arcilla se convirtió en subcampeona dos veces seguidas, en ambas ocasiones ante Caroline Garcia y Kristina Mladenovic, en Stuttgart y en Madrid. Por último, el dúo ganó su primer torneo de arcilla en Roma, pero no pudo ganar el Grand Slam de Roland Garros. Su emparejamiento acabó después de cinco meses de resultados decepcionantes; comenzando con el Western & Southern Open, ambos han jugado con diferentes parejas.
Para Hingis, que será la séptima participación en las finales, para la Mirza la tercera. Hingis ganó la final de tres veces, mientras que Mirza dos veces. Ellos son las defensoras del título.
El 6 de septiembre, Caroline Garcia y Kristina Mladenovic se convirtieron en las segundas clasificadas.
Caroline Garcia y Kristina Mladenovic llegaron a un final en su debut por primera vez en al temporada en el Sídney. También se convirtieron en subcampeona en Dubái, pero su mayor éxito este año llegó en los torneos de arcilla. Ellas ganaron cuatro de los cinco torneos de arcilla principales, Charleston, Stuttgart, Madrid y Roland Garros, derrotando a Hingis / Mirza, Makarova / Vesnina y Mattek-Sands / Šafářová en las finales. Ganaron 16 partidos de arcilla en fila (incluyendo su partido de Fed Cup), hasta su derrotado en Roma. El dúo francés ha tenido éxito en otros torneos de Grand Slam; en Wimbledon llegaron a los cuartos de final, en el Abierto de Estados Unidos llegaron a la final, que condujeron a su clasificación para el Campeonato. García y Mladenovic alcanzó otra final en el Abierto de China, perdiendo allí ante Mattek-Sands / Šafářová.
El dúo francés hará su debut en el Campeonato. Mladenovic participó previamente con Tímea Babos. García con Katarina Srebotnik.
El 13 de septiembre, Ekaterina Makarova y Elena Vesnina se convirtieron en las terceras clasificadas.
Ekaterina Makarova y Elena Vesnina no jugaban juntos desde la Rogers Cup del año pasado, donde tuvieron que retirarse en la segunda ronda debido a la lesión de Makarova. Desde febrero de 2016, ambos jugaron por un tiempo con otras parejas. Desde su reunión en la edición de abril de Madrid Open, donde alcanzaron las semifinales, el dúo nunca llegó por debajo de los cuartos de final, excepto a fines de Beijing. Después de Madrid, llegaron a dos finales consecutivas y seguidas, en Roma y París. La temporada en canchas de césped era menos cómodo para las rusas; el mejor resultado fue llegar a los cuartos de final en Wimbledon. Sin embargo, la pareja mostró algunas grandes resultados en el continente americano, reclamando la Rogers Cup, los Juegos Olímpicos de Río de Janeiro, y, finalmente, llegar a las semifinales del Abierto de Estados Unidos, perdiendo sólo ante Mattek-Sands / Šafářová.
Para ambos jugadoras será la tercera participación. Que una vez que se metieron en la final en su primera aparición. El año pasado no podían competir juntos en las finales debido a una lesión de Makarova.
El 1 de octubre, Bethanie Mattek-Sands y Lucie Šafářová se convirtieron en las cuartas clasificadas.
Bethanie Mattek-Sands y Lucie Šafářová hicieron una pausa en su juego de equipo conjunta por la salud de Šafářová era inestable a lo largo del primer trimestre temporada. Se reunieron en Miami, alegando ahí el título. El dúo jugó su último torneo por ahora en Charleston, llegando allí el segundo lugar. Los siguientes meses fueron horribles para ambas jugadoras, perdiendo en la primera y segunda rondas varias veces, en algunos torneos con diferentes parejas. Se recuperaron en el Abierto de Estados Unidos, ganando su tercer torneo de Grand Slam. En Asia, el dúo estadounidense-Checo ganó dos trofeos en Wuhan y Beijing.
Para ambas jugadoras será la segunda participación en el torneo de fin de año.
El 5 de octubre, se completa con las últimas cuatro parejas, Tímea Babos y Yaroslava Shvedova, Hao-Ching Chan y Chan Yung-jan, Andrea Hlaváčková y Lucie Hradecká, Julia Görges y Karolína Plíšková.
Tímea Babos y Yaroslava Shvedova debutaron como pareja este año. Babos jugó una temporada bastante éxito con Mladenovic la temporada pasada, entrando en las finales de la WTA 2015. Shvedova también tuvo una fuerte asociación con la australiana Casey Dellacqua, aunque no pudieron clasificarse para el Campeonato. Ambas jugadoras cambiaron entre diferentes pareajas en la nueva temporada, y finalmente decidieron jugar juntas a partir de Indian Wells, donde alcanzaron las semifinales. Esto fue seguido rápidamente por un camino a la final en Miami. Su rendimiento en la temporada de tierra batida tuvo menos éxito, pero tuvieron cierto éxito en el césped, en particular, en Eastbourne y Wimbledon, alcanzando las semifinales y la final, respectivamente.
Para Babos será la segunda vez que compiten en el Campeonato, mientras que Shvedova será su tercera vez que compite.
Hao-Ching Chan y Chan Yung-jan han estado jugando juntas con regularidad. Comenzaron la temporada bastante bien, alcanzando los cuartos de final del Abierto de Australia y triunfando en Doha y Kaohsiung. La pareja siguió disfrutando de un éxito moderado durante todo el año, alcanzando los cuartos de final del Abierto de Francia, así como las semifinales y la final en Birmingham en Eastbourne. En la gira asiática las hermanas hicieron las semifinales de los dos Wuhan y Beijing.
Esta será la segunda vez consecutiva las hermanas Chan se ha clasificado para Singapur.
Andrea Hlaváčková y Lucie Hradecká lograron el mejor resultado de la temporada en el Abierto de Australia, llegando a la final. El dúo Checo tuvo un buen desempeño en los torneos Premier, alcanzando los cuartos de final de Miami, Indian Wells y Madrid, así como triunfando en Montreal, y colocando el cuarto lugar en los Juegos Olímpicos. Por último, el dúo ganó su segundo título de este año, la Kremlin Cup, y el otro Tournoi de Québec. 
Esta será la tercera vez que las checas participarán en el Campeonato; el dúo llegó una vez a la final en 2012 y las semifinales el año pasado.
Julia Görges y Karolína Plíšková hecho su avance en el Abierto de Australia, llegando a las semifinales. Este resultado fue seguido por un segundo puesto aparición en Indian Wells, así como las semifinales de Wimbledon. Entre los mejores resultados fueron llegando a las semifinales en Cincinnati y los cuartos de final en Beijing. 
Pliskova hará su debut en los singles y en el evento de dobles, mientras que Görges también inaugura en el evento de dobles.

## Agrupamientos
La edición 2016 del Campeonato de Fin de Año, las competidoras fueron divididas en dos grupos que representan los colores de la bandera Singapur.
| Grupo Rojo: Angelique Kerber, Simona Halep, Madison Keys & Dominika Cibulková                |
| Grupo Blanco: Agnieszka Radwańska, Karolína Plíšková, Garbiñe Muruguza & Svetlana Kuznetsova |

## Frente a frente
A continuación se muestra el historial de cada jugadora. contra cada rival y su récord de victorias y derrotas en lo que va del año.
|   |                     | Kerber | Radwańska | Halep | Plíšková | Muguruza | Keys | Cibulková | Kuznetsova | Récord General | Récord del año |
| 1 | Angelique Kerber    |        | 5–6       | 3–4   | 5–3      | 3–4      | 5–1  | 4–4       | 3-4        | 25–22          | 57–16          |
| 2 | Agnieszka Radwańska | 6–5    |           | 5–5   | 6–0      | 3–4      | 5–1  | 7–6       | 4-12       | 32–21          | 51–16          |
| 3 | Simona Halep        | 4–3    | 5–5       |       | 4–1      | 1–2      | 4–1  | 2–3       | 4-3        | 20–15          | 44–16          |
| 4 | Karolína Plíšková   | 3–5    | 0–6       | 1–4   |          | 3–1      | 0–0  | 0–3       | 1-0        | 7–19           | 42–20          |
| 5 | Garbiñe Muguruza    | 4–3    | 4–3       | 2–1   | 1–3      |          | 0–2  | 3–0       | 1-1        | 14–12          | 32–17          |
| 6 | Madison Keys        | 1–5    | 1–5       | 1–4   | 0–0      | 2–0      |      | 3–0       | 3-0        | 8–14           | 43–15          |
| 7 | Dominika Cibulková  | 4–4    | 6–7       | 3–2   | 3–0      | 0–3      | 0–3  |           | 5-3        | 16–19          | 50–19          |
| 8 | Svetlana Kuznetsova | 4-3    | 12-4      | 3-4   | 0-1      | 1-1      | 0-3  | 3-5       |            | 23-21          | 43-20          |

## Resumen del torneo a diario

### Día 1 (23 de octubre)
| Individual Round Robin | Simona Halep [3]     | Madison Keys [6]       | 6-2, 6-4         |
| Individual Round Robin | Angelique Kerber [1] | Dominika Cibulková [7] | 7-6(5), 2-6, 6-3 |

### Día 2 (24 de octubre)
| Individual Round Robin | Svetlana Kuznetsova [8] | Agnieszka Radwańska [2] | 7-5, 1-6, 7-5    |
| Individual Round Robin | Karolína Plíšková [4]   | Garbiñe Muguruza [5]    | 6-2, 6-7(4), 7-5 |

### Día 3 (25 de octubre)
| Individual Round Robin | Angelique Kerber [1] | Simona Halep [3]       | 6-4, 6-2 |
| Individual Round Robin | Madison Keys [6]     | Dominika Cibulková [7] | 6-1, 6-4 |

### Día 4 (26 de octubre)
| Individual Round Robin | Svetlana Kuznetsova [8] | Karolína Plíšková [4] | 3-6, 6-2, 7-6(6) |
| Individual Round Robin | Agnieszka Radwańska [2] | Garbiñe Muguruza [5]  | 7-6(1), 6-3      |

### Día 5 (27 de octubre)
| Dobles Cuartos de final | Caroline Garcia Kristina Mladenovic [2]  | Julia Görges Karolína Plíšková [8] | 6-4, 6-2            |
| Individual Round Robin  | Dominika Cibulková [7]                   | Simona Halep [3]                   | 6-3, 7-6(5)         |
| Individual Round Robin  | Angelique Kerber [1]                     | Madison Keys [6]                   | 6-3, 6-3            |
| Dobles Cuartos de final | Bethanie Mattek-Sands Lucie Šafářová [3] | Tímea Babos Yaroslava Shvedova [7] | 5-7, 7-6(6), [10-2] |

### Día 6 (28 de octubre)
| Dobles Cuartos de final | Martina Hingis Sania Mirza [2]       | Hao-Ching Chan Yung-Jan Chan [6]     | 7-6(10), 7-5  |
| Individual Round Robin  | Garbiñe Muguruza [5]                 | Svetlana Kuznetsova [8]              | 3-6, 6-0, 6-1 |
| Individual Round Robin  | Agnieszka Radwańska [2]              | Karolína Plíšková [5]                | 7-5, 6-3      |
| Dobles Cuartos de final | Ekaterina Makarova Elena Vesnina [4] | Andrea Hlaváčková Lucie Hradecká [5] | 6-2, 7-5      |

### Día 7 (29 de octubre)
| Dobles Semifinales     | Bethanie Mattek-Sands Lucie Šafářová [3] | Caroline Garcia Kristina Mladenovic [1] | 6-3, 7-5         |
| Individual Semifinales | Dominika Cibulková [7]                   | Svetlana Kuznetsova [8]                 | 1-6, 7-6(2), 6-4 |
| Individual Semifinales | Angelique Kerber [1]                     | Agnieszka Radwańska [2]                 | 6-2, 6-1         |
| Dobles Semifinales     | Ekaterina Makarova Elena Vesnina [4]     | Martina Hingis Sania Mirza [2]          | 3-6, 6-2, [10-6] |

### Día 8 (30 de octubre)
| Dobles Final     | Ekaterina Makarova Elena Vesnina [4] | Bethanie Mattek-Sands Lucie Šafářová [3] | 7-6(5), 6-3 |
| Individual Final | Dominika Cibulková [7]               | Angelique Kerber [1]                     | 6-3, 6-4    |

## Finales

### Individuales
| Fecha    | Partido              | Partido | Partido                | Resultado |
| -------- | -------------------- | ------- | ---------------------- | --------- |
| 30.10.16 | Angelique Kerber [1] | 0-2     | Dominika Cibulková [7] | 3-6, 4-6  |

### Dobles
| Fecha    | Partido                                  | Partido | Partido                              | Resultado   |
| -------- | ---------------------------------------- | ------- | ------------------------------------ | ----------- |
| 30.10.16 | Bethanie Mattek-Sands Lucie Šafářová [3] | 0-2     | Ekaterina Makarova Elena Vesnina [4] | 6-7(5), 3-6 |